# کریستین بلفورد
کریستین بلفورد (انگلیسی: Christine Belford؛ زادهٔ ۱۴ ژانویهٔ ۱۹۴۹) بازیگر اهل ایالات متحده آمریکا است. 
از فیلم‌ها یا مجموعه‌های تلویزیونی که وی در آن‌ها نقش داشته‌است، می‌توان به یک میلیون جرینگی' اشاره نمود.